# Izabela Jaruga-Nowacka
Izabela Walentyna Jaruga-Nowacka, née le 23 août 1950 à Gdańsk et morte à 10 avril 2010  à Smolensk, est une femme politique polonaise. Elle a été députée à la Diète de la république de Pologne (chambre basse du parlement) de 2001 à 2010, vice-présidente du Conseil des ministres de la république de Pologne de mai 2004 à octobre 2005.

## Biographie

### Études et vie professionnelle
Native de Gdańsk, principal port polonais de la mer Baltique et principale métropole de la Voïvodie de Poméranie, Izabela Jaruga-Nowacka est docteure en ethnographie de l'université de Varsovie. Elle a travaille à l'Institut pour la politique de la science de 1974 à 1976, puis à l'Institut des pays socialistes de l'Académie polonaise des sciences de 1976 à 1986.

### Carrière politique
Izabela Jaruga-Nowack rejoint la Ligue des femmes polonaises (pl) au milieu des années 1980, puis, en 1991, elle devient militante du Mouvement démocrate et social (pl) (Ruch Demokratyczno-Społeczny) de Zbigniew Bujak.
Elle est députée à la Diète polonaise de 1993 à 1997, et de 2001 à sa mort.
De 2001 à 2004, elle est secrétaire d'État à l'égalité des hommes et des femmes. Son action conduit à l'adoption d'un Plan national d'action pour les femmes, et à la promulgation d'une loi sur la prévention de la violence domestique.
En 2004, membre de l'Union du travail (UP), elle est nommée vice-présidente du Conseil des ministres de Marek Belka, chargée de la mise en œuvre de la politique sociale. Elle assure cette fonction jusqu'en octobre 2005. Elle est l'une des mille femmes nommées pour le prix Nobel de la Paix en 2005.

### Circonstances de sa disparition
Izabela Jaruga-Nowacka  trouve la mort le 10 avril 2010 dans l'accident de l'avion présidentiel polonais à Smolensk, dans l'Ouest de la fédération de Russie, avec l'ensemble de la délégation polonaise se rendant à la commémoration du soixante-dixième anniversaire du massacre de Katyń.
Izabela Jaruga-Nowacka était l'épouse du mathématicien Jerzy Nowacki, et elle avait deux filles : Barbara et Katarzyna.

## Décoration
- Commandeure avec étoile de l'ordre Polonia Restituta, à titre posthume, 2010.